# Solchi orbitali
La parte inferiore della superficie orbitale del lobo frontale è concava, e resta sulla piastra orbitale dell'osso frontale. È divisa in quattro circonvoluzioni orbitali da un marcato solco orbitale a forma di H.

## Galleria d'immagini

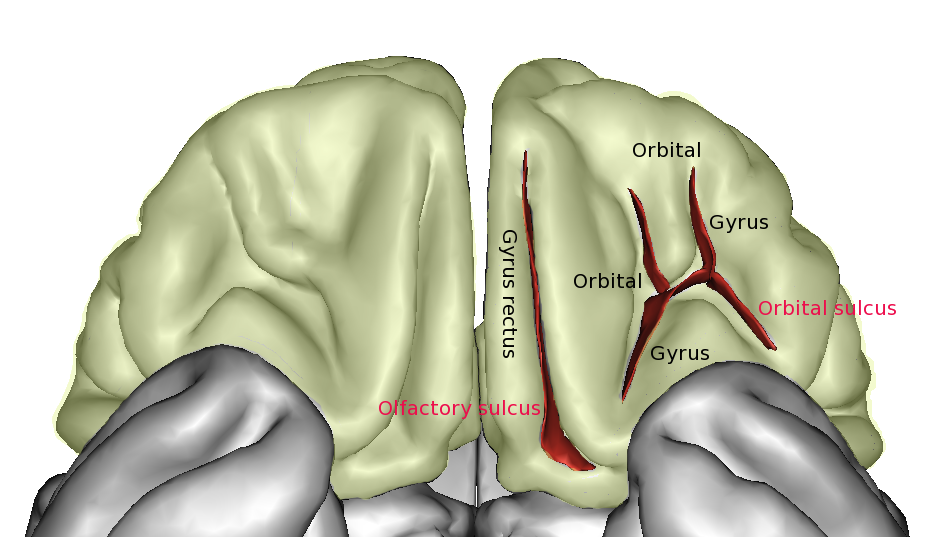
Vista inferiore.
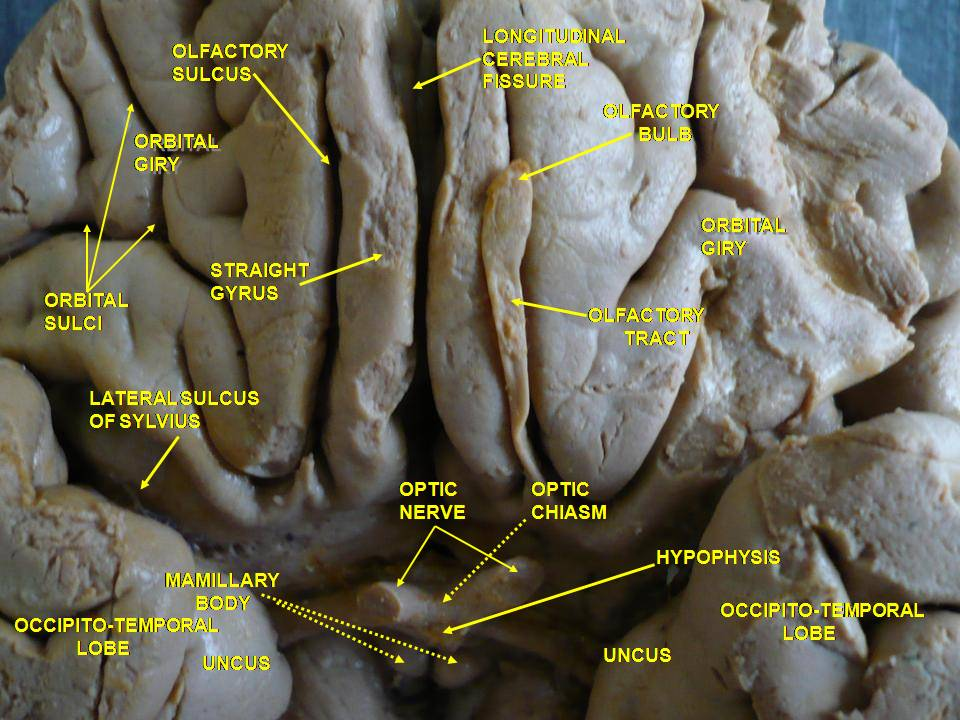